# ライフ白銅
株式会社ライフ白銅（らいふはくどう）は、東京都中央区に本社を置き、小売・サービス業を営む企業である。

## 概要
東京都、神奈川県、埼玉県、千葉県、茨城県において石油事業、ゴルフ事業、フィットネス事業の3事業を展開する。

## 沿革
- 1963年8月 - 白銅石油株式会社設立
- 1964年2月 - ガソリンスタンド1号店開店
- 1973年1月 - レストラン事業に進出
- 1988年12月 - 株式会社ライフ白銅に社名変更
- 1990年3月 -  資本金1億円に増資
- 1990年3月 - カフェ1号店開店
- 1995年4月 - ゴルフ練習場1号店開店
- 2001年3月 - ガソリンスタンドセルフ化開始
- 2003年10月 - スポーツクラブ1号店開店
- 2007年3月 - スポーツクラブ2号店開店
- 2008年10月 - ゴルフ練習場2号店開店
- 2020年2月 - スポーツクラブ3号店開店
- 2020年9月 - ゴルフ練習場3号店開店
- 2023年5月 - スポーツクラブ４号店開店
- 2023年10月 - ゴルフ練習場4号店開店

## 事業部門

### 石油事業
「油」マークのセルフサービス・ガソリンスタンドを（千葉県・埼玉県・東京都・神奈川県・茨城県）にて運営している。

### ゴルフ事業
ゴルフ練習場「ファミリーゴルフ」を（埼玉県・神奈川県）にて、「スポートピア」を（埼玉県）にて運営している。

### フィットネス事業
スポーツクラブ・チェーン「ジョイフィット」のフランチャイズ店舗を（埼玉県）にて、「FIT365」のフランチャイズ店舗を（神奈川県・千葉県）にて運営している。

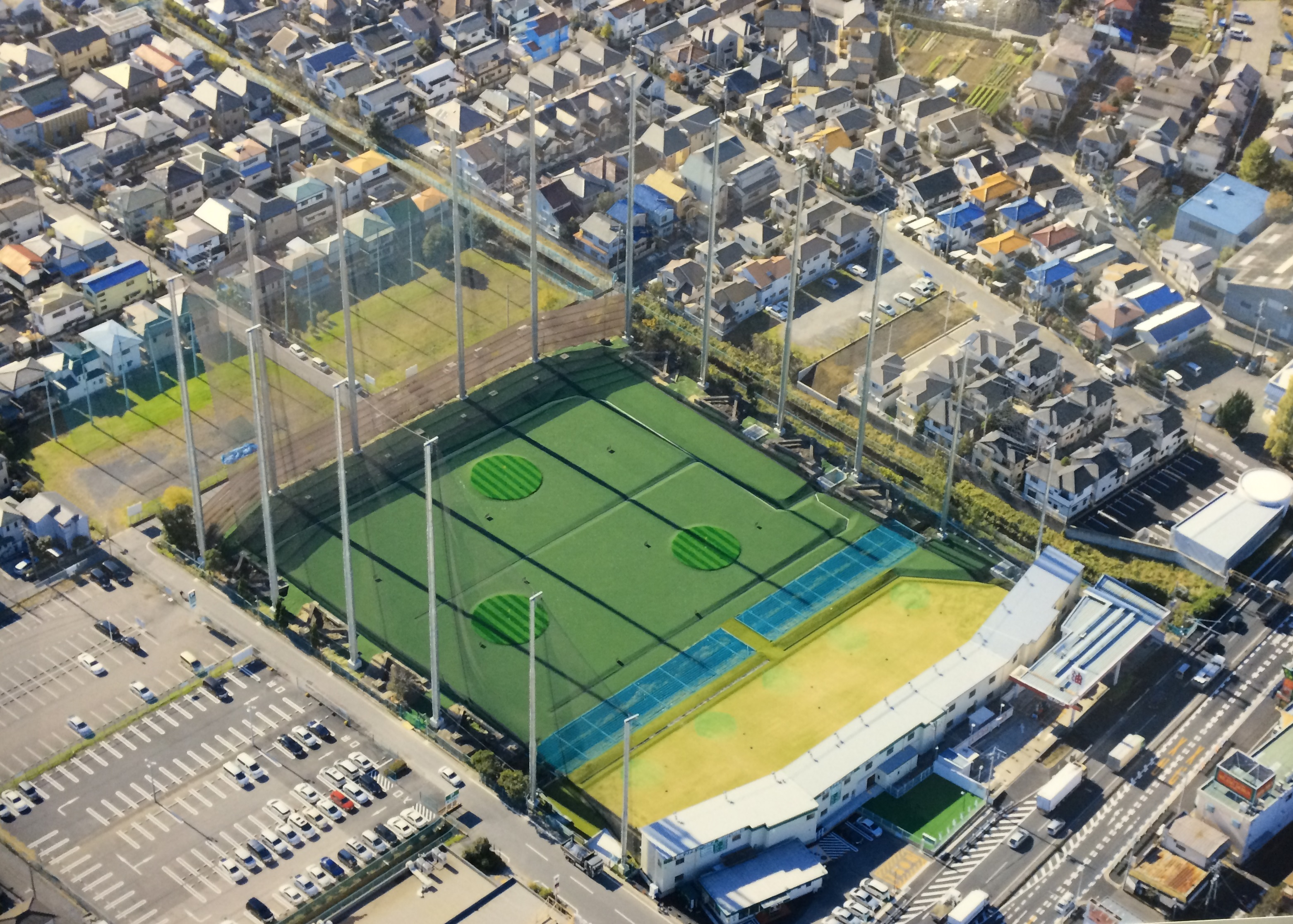